# Didier Ya Konan
Didier Ya Konan, född 22 maj 1984, är en ivoriansk före detta fotbollsspelare (anfallare) som avslutade sin karriär i Fortuna Düsseldorf i Tyskland. Han representerade även Elfenbenskustens landslag. I juli 2014 började han spela för den saudiska klubben Al-Ittihad.
Ya Konan debuterade för Rosenborg i Tippeligaen den 9 april 2007 i en 1–1 match mot Viking Stavanger. Han debuterade för Hannover 96 den 15 augusti 2009 i en 1–1 match mot Mainz 05.